# Доценко Йосип Трохимович
Йосип Трохимович Доценко (15 листопада 1916, село Шляхове, Кегичівський район, Харківська область - 28 вересня 1943) - Герой Радянського Союзу (1943).

## Біографія
Народився 1916 року в сім'ї селянина. Закінчив школу у рідному селі. Згодом вступив до зоотехнічного училища та працював на фермі у с. Парасковія. У 1937 р. був призваний до лав Червоної Армії. Командир роти 271-го стрілецького полку 181-ї стрілецької дивізії 13-ї армії Центрального фронту.
Німецько-радянську війну Йосип Доценко зустрів начальником застави 73-го Червонопрапорного загону в Карело-Фінській РСР, воював із гітлерівцями на Ребольському напрямку. Після важкого поранення, а перед цим було безліч дрібних поранень, служив начальником прикордонної застави «Нова» Біробіджанського прикордонного загону.
Потім знову був спрямований на фронт, відзначився у багатьох боях.
Бійці роти старшого лейтенанта І. Доценка неодноразово відрізнялися у боях під Сталінградом та на Курській дузі, на підступах до Десни та Дніпра, визволенні м. Чернігова 21 вересня 1943 р.
25 вересня 1943 р. його підрозділ за допомогою підручних засобів першим у дивізії переправився через нар. Дніпро і захопило плацдарм у районі буд. Берізка Брагинського району Гомельської області.
28 вересня 1943 р. під час контратаки супротивника І. Т. Доценко дав команду воїнам пропустити через свої бойові порядки ворожі танки, відсік від них піхоту та знищив до двох взводів фашистів.
У цьому бою старшого лейтенанта Доценка було смертельно поранено. За сміливі та рішучі дії, виявлені у бою за дніпровський плацдарм, указом Президії Верховної Ради СРСР від 16 жовтня 1943 р. старшому лейтенанту Доценку Йосипу Трохимовичу посмертно присвоєно звання Героя Радянського Союзу.
Похований герой-прикордонник у братській могилі у сквері міста Чернігова.

## Пам'ять
- Іменем Йосипа Трохимовича Доценка названо вулицю у Чернігові, а також школу у селі Парасковія Кегичівського району Харківської області.
- Пам'ятник герою встановлено у селі Липковатівка Нововодолазького району Харківської області.
- Ім'я Йосипа Трохимовича Доценка присвоєно прикордонній заставі Ребільського прикордонного загону (Карелія) Північно-Західного прикордонного округу наказом КДБ СРСР від 28 грудня 1986 р. на підставі Постанови Ради Міністрів Карельської АРСР від 26 грудня 1986 р.